# Malcolm Todd
Malcolm Todd (27 de noviembre de 1939 - 6 de junio de 2013) fue un historiador británico y arqueólogo con un interés en la interacción entre el Imperio romano y la Europa occidental.
Se graduó de la Universidad de Gales y Brasenose College, Oxford y se convirtió en lector de arqueología de la Universidad de Nottingham. Fue profesor de Arqueología de la Universidad de Exeter desde 1979 hasta 1996, cuando asumió la presidencia de la Universidad de Durham y se convirtió en director de Trevelyan College. Se retiró en 2000. Fue Senior Research Fellow de la Academia Británica y el Leverhulme Trust.